# Wohnungsprobleme
Wohnungsprobleme ist ein zweiteiliger Dokumentarfilm von Gerd Barz aus dem Zeitraum 1982/1983 über schwierige Wohnverhältnisse in Altbauten in Ost-Berlin. Er wurde für die Staatliche Filmdokumentation am Filmarchiv der DDR zu Dokumentationszwecken gedreht und seit 2017 mehrmals in Programmkinos gezeigt.

## Inhalt
Das Filmteam besucht Bewohner in ihren Altbauwohnungen in Berlin. In einer fällt in der Küche der Putz von der Decke, weil das Dach undicht ist und die darüber liegende Wohnung unbewohnt.
In einer Zwei-Zimmer-Wohnung müssen zwei junge Paare mit Kind nach der Zuteilung zusammen wohnen.

„Die Kamera fährt durch den Raum, vorbei an Kinderbett, Ehebett, Schrank, Kachelofen, neben dem die Wäsche trocknet. Alles dicht an dicht. Am Abend sind sie zu sechst in der Küche, müssen sich gegenseitig ständig den Vortritt lassen, damit sie sich nicht umrennen, und das längst müde gewordene Kind darf zuerst in die Badewanne. ‚Man trifft sich einfach zu viel in dieser Wohnung‘, sagt der angehende Zahnmediziner. ‚Alle fünf Minuten trifft man sich. Das ist schlimm.‘“

Zwei junge Frauen haben eine gesperrte Wohnung aufgebrochen und leben darin. Die Wohnungen sind meist feucht.
Ein Bezirksstadtrat kann nur ausweichende Auskünfte zu diesen Problemen geben.

## Hintergründe
In der DDR, besonders in den größeren Städten, gab es zu wenig Wohnraum. Die Altbauten verfielen, da deren Renovierung zu teuer war und die Neubauwohnungen reichten nicht aus. So lebten viele Menschen in beengten Verhältnissen und/oder feuchten Wohnungen.
Die Staatliche Filmdokumentation am Filmarchiv der DDR stellte eine Reihe von Dokumentarfilmen zusammen, die das Leben in der DDR, besonders in Ost-Berlin in den verschiedensten Lebensbereichen zeigen sollten. Dazu gehörte auch das Thema Wohnen. Die Aufnahmen durften relativ ungeschönt sein, da sie als Dokumente für eine bessere Zukunft gedacht waren, um von den Problemen der schwierigen Vergangenheit zu berichten. Sie waren damals nicht für öffentliche Vorführungen vorgesehen.
Nach deren Wiederentdeckung um 2012 wurden einige dieser Filme in Programmkinos und bei Filmfestivals öffentlich vorgeführt.
Auch die beiden Teile Wohnungsprobleme. Dokument I und Wohnungsprobleme. Dokument II. Gesperrter Wohnraum wurden danach mehrmals vollständig oder in Ausschnitten gezeigt, zuerst im April 2017 beim Internationalen Frauenfilmfestival Dortmund/Köln und im Programmkino Ost in Dresden, dann 2023 bei der Reihe Prenzlauerberginale im Filmtheater am Friedrichshain in Berlin, 2024 im Cinema Capitol in Leipzig und im Lichtblick-Kino in Berlin, sowie 2025 im Zeughauskino Berlin.
Teile der Dokumentationen Wohnungsprobleme sind auf der DVD Prenzlauerberginale III enthalten.